# Высокий отпуск

Структура сорбита отпуска

Высо́кий о́тпуск — такая термообработка, которая приводит к структуре полигонизованного либо рекристаллизованного феррита с глобулярным либо пластинчатым цементитом.
- Структура: сорбит отпуска.
- Плотность дислокаций: ρ=109 см−2
- Температура высокого отпуска: 500—680 °C.

## Вторичное твердение

Диаграмма зависимости твердости от температуры отпуска

Повышение прочности стали при высоком отпуске связано с тем, что в сталях с ванадием при T=450—500 °C выделяются мелкодисперсные частицы карбонитридов ванадия V(C,N) размером 20 нм, при этом рекристаллизация не развивается.